# Palmer Hayden
Pour les articles homonymes, voir Hayden.
Palmer Hayden était un peintre américain qui représenta la vie des Afro-Américains. Il est né le 15 janvier 1890 à Weed Water (Virginie) et décédé le 18 février 1973. Il étudia à la Cooper Union de New York puis en France. À son retour aux États-Unis, il travailla pour le gouvernement fédéral dans le cadre de la Works Progress Administration. Ses peintures représentent des scènes rurales du Sud profond, comme des tableaux de la vie new-yorkaise, en particulier du quartier de Harlem.

## Œuvres
- Jeunesse, 1927, 14 cm x 17 cm
- Fétiche et Fleurs, 1933, huile sur toile, 24 cm x 34 cm
- Nous quatre à Paris, 1936, 24 cm x 24 cm
- The Janitor who paints, 1937, huile sur toile, 39 cm x 32 cm
- Midsummer night in Harlem, 1938, huile sur toile, 163 cm x 76 cm
- Chistmas, 1939, 57 cm x 34 cm
- Hammer in his hand, 1944, 27 cm x 33 cm
- The Dress she wore was blue, 1944, 29 cm x 36 cm
- Les Joueurs de jazz, Musée des beaux-arts de Lyon